# Pyrus decora
Pyrus decora là loài thực vật có hoa trong họ Hoa hồng. Loài này được (Sarg.) Hyland miêu tả khoa học đầu tiên năm 1943.